# Nsjchark
Nsjchark (armeniska: Նշխարք) är ett berg i Armenien. Det ligger i provinsen Gegharkunik, i den centrala delen av landet, 70 km öster om huvudstaden Jerevan. Toppen på Nsjchark är 2 620 meter över havet.
Terrängen runt Nsjchark är lite bergig. Närmaste större samhälle är Geghhovit, 8,6 km norr om Nsjchark. 
Trakten runt Nsjchark består i huvudsak av gräsmarker. Runt Nsjchark är det ganska glesbefolkat, med 29 invånare per kvadratkilometer.